# Tullgarn (ort)
Tullgarn är en bebyggelse utmed vägen mot Tullgarns slott i Södertälje kommun. År 2020, men ej 2023, avgränsade SCB här en småort.